# (117156) Altschwendt
(117156) Altschwendt est un astéroïde de la ceinture principale.

## Description
(117156) Altschwendt est un astéroïde de la ceinture principale. Il fut découvert le 23 août 2004 à Altschwendt par Wolfgang Ries. Il présente une orbite caractérisée par un demi-grand axe de 2,62 UA, une excentricité de 0,08 et une inclinaison de 3,2° par rapport à l'écliptique.

## Compléments